# فولکس‌واگن آمریکا
فولکس‌واگن آمریکا (انگلیسی: Volkswagen Group of America) شرکت خودروسازی آمریکایی است، که در سال ۱۹۵۵ تأسیس شد.